# 힐턴 맥레이

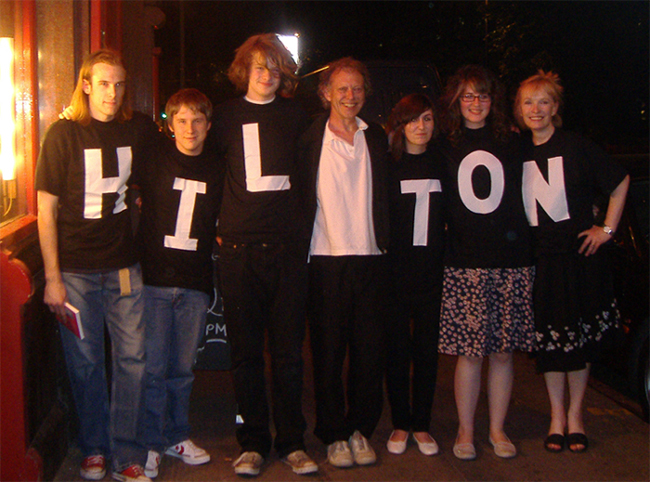

힐턴 맥레이(영어: Hilton McRae, 1949년 12월 28일 ~ )는 영국의 배우이다.
던디에서 태어났다.

## 영화
- 다키스트 아워 (2017년) - 아서 그린우드 역
- 성난 군중으로부터 멀리 (2015년)
- 맥베스 (2015년) - 맥돈월드 역
- 더 파워 오브 쓰리 (2011년)
- 레드 라이딩: 1983 (2009년)
- 바비존스, 스트로크 오브 지니어스 (2004년)
- 닥터스 (2000년)
- 홀비시티 시즌1 (1999년)
- 맨스필드 파크 (1999년) - 미스터 프라이스 역
- 더블 라이프 (1995년)
- 맥스 헤드룸 (1985년)
- 그레이스토크 (1984년)
- 프랑스 중위의 여자 (1981년) - 샘 역